# Cynthia Beekhuis
Cynthia Lysanne Beekhuis (Apeldoorn, 13 maart 1990) is een Nederlandse voetbalster. Ze speelde tot en met seizoen 2006-2007 in jongenselftallen bij haar vereniging vv WWNA.

## Blessure
Voor het seizoen 2008-2009 raakte Beekhuis geblesseerd aan haar kruisband. Na een tackle viel ze, verdraaide haar knie en moest worden geopereerd in een privékliniek.
Op 29 september 2011 loopt ze wederom een kruisband blessure op aan dezelfde knie. Dit gebeurt op een training. Op 12 januari 2012 is ze geopereerd in dezelfde privé kliniek als in 2008. In oktober 2012 maakte ze haar eerste speelminuten van het seizoen 2012-2013 bij de beloften van sc Heerenveen.

## SC Klarenbeek
Beekhuis houdt het in juni 2013 na 6 seizoenen voor gezien bij SC Heerenveen. Ze geeft de voorkeur aan de opstart van een maatschappelijke carrière. Ze gaat voetballen bij SC Klarenbeek in de eerste klasse. In 2014 promoveren ze naar de Hoofdklasse om in 2015 via de nacompetitie direct weer te degraderen naar de 1e Klasse. In 2016 verliezen ze nog een beslissingswedstrijd om het kampioenschap maar in 2017 worden ze glansrijk kampioen en promoveren naar de Hoofdklasse.

## Nationale elftal meisjes onder 19
Beekhuis debuteerde op 9 april 2007 voor het nationale elftal onder 19. Daarvoor had ze al de nationale elftallen 015 en 017 doorlopen.

## Nationale elftal
Beekhuis debuteerde voor het Nederlands elftal op 6 juni 2010 in een oefenwedstrijd in en tegen België. Ze viel de tweede helft in, in het duel dat met 0-2 werd gewonnen.

## Nationale Politie Vrouwenelftal
Beekhuis debuteert in 2015 in het Nationale Politie vrouwenelftal in een kwalificatiewedstrijd in en tegen Finland in het kader van het Europese Kampioenschap Politie Vrouwenelftallen dat in juni 2016 wordt gespeeld in Praag, Tsjechie. In haar debuutwedstrijd scoort ze één keer. Het team plaatst zich hiermee voor het Europees Kampioenschap in 2016. 

## Statistieken gespeelde Onder 19 interlands
|   | Datum         | Plaats                 | Wedstrijd              | aantal minuten | eindstand | doelpunt |
| - | ------------- | ---------------------- | ---------------------- | -------------- | --------- | -------- |
| 1 | 9 april 2007  | Frankrijk              | Frankrijk - Nederland  | 90             | 4-0       | -        |
| 2 | 11 april 2007 | Frankrijk              | Ierland - Nederland    | 90             | 1-0       | -        |
| 3 | 14 april 2007 | Frankrijk              | Portugal - Nederland   | 90             | 3-3       | -        |
| 4 | 10 maart 2008 | La Manga (ESP)         | Denemarken - Nederland | 90             | 2-0       | -        |
| 5 | 12 maart 2008 | La Manga (ESP)         | Frankrijk - Nederland  | 90             | 2-0       | -        |
| 6 | 14 maart 2008 | La Manga (ESP)         | Italie - Nederland     | 90             | 2-1       | -        |
| 7 | 24 april 2008 | Las Rozas, Madrid (ESP | Ierland - Nederland    | 90             | 0-2       | -        |
| 8 | 26 april 2008 | Las Rozas, Madrid (ESP | Spanje - Nederland     | 90             | 1-0       | -        |
| 9 | 29 april 2008 | Las Rozas, Madrid (ESP | Servie - Nederland     | 90             | 1-7       | 1        |

## Statistieken gespeelde A-interlands
|   | Datum            | Plaats          | Wedstrijd                 | aantal minuten | eindstand |
| - | ---------------- | --------------- | ------------------------- | -------------- | --------- |
| 1 | 6 juni 2010      | Loenhout (BE)   | België - Nederland        | 22             | 0-2       |
| 2 | 15 augustus 2010 | Velsen (NL)     | Nederland - Ierland       | 9              | 2-1       |
| 3 | 9 december 2010  | São Paulo (BRA) | Nederland - Canada        | 90             | 0-5       |
| 4 | 15 december 2010 | São Paulo(BRA)  | Mexico - Nederland        | 90             | 1-3       |
| 5 | 19 december 2010 | São Paulo(BRA)  | Mexico - Nederland        | 45             | 1-2       |
|   | 20 januari 2011  | La Manga (SPA)  | Nederland - Noorwegen (*) | 45             | 0-4       |

(*) geen officiële interland volgens UEFA richtlijn

## Statistieken gespeelde Politie Vrouwenelftal interlands
|   | Datum          | Plaats         | Wedstrijd              | aantal minuten | eindstand | doelpunt |
| - | -------------- | -------------- | ---------------------- | -------------- | --------- | -------- |
| 1 | 6 oktober 2015 | Helsinki (FIN) | Finland - Nederland    | 90             | 0-4       | 1        |
| 2 | 21 juni 2016   | Praag (TSJ)    | Oostenrijk - Nederland | 90             | 2-4       | 1        |
| 3 | 22 juni 2016   | Praag (TSJ)    | Duitsland - Nederland  | 90             | 3-0       | -        |
| 4 | 23 juni 2016   | Praag (TSJ)    | Frankrijk - Nederland  | 90             | 3-2       | -        |
| 5 | 25 juni 2016   | Praag (TSJ)    | Engeland - Nederland   | 90             | 0-3       | 1        |

## Statistieken sc Heerenveen
| Seizoen | Club          | Land      | Competitie        | Wedstrijden | Doelpunten |
| ------- | ------------- | --------- | ----------------- | ----------- | ---------- |
| 2007/08 | sc Heerenveen | Nederland | Eredivisie        | 20          | 2          |
| 2008/09 | sc Heerenveen | Nederland | Eredivisie        | 0           | 0          |
| 2009/10 | sc Heerenveen | Nederland | Eredivisie        | 20          | 1          |
| 2010/11 | sc Heerenveen | Nederland | Eredivisie        | 21          | 3          |
| 2011/12 | sc Heerenveen | Nederland | Eredivisie        | 2           | 0          |
| 2012/13 | sc Heerenveen | Nederland | BeNeLeague Orange | 8           | 0          |
| 2012/13 | sc Heerenveen | Nederland | BeNeLeague B      | 14          | 2          |
| Totaal  | Totaal        | Totaal    | Totaal            | 85          | 8          |